# Perthshire
Perthshire, ufficialmente contea di Perth (Lingua gaelica scozzese: Siorrachd Pheairt) è una ex contea scozzese, ora una registration county, sita nel centro della Scozia. Essa si estende da Strathmore, ad est, al Passo di Drumochter a nord, Rannoch Moor e Ben Lui ad ovest e Aberfoyle a sud. Fu una contea vera e propria tra il 1890 e il 1930.
Perthshire è nota come big county ("grossa contea") ed offre una gran varietà di paesaggi, dalle ampie valli, ricche per la loro agricoltura, ad est, alle montagne dell'ovest (Highlands meridionali).

## Storia amministrativa
Perthshire, fu amministrativamente parlando, una contea dal 1890 al 1975, governata da un Consiglio di contea. Questo governo locale fu superato nel 1930, allorché ne venne formato un altro che comprendeva, come organo di governo, anche la confinante, piccola contea di Kinross-shire.
Nel 1975 anche questo Consiglio venne a sua volta sostituito e suddiviso, in base alla Legge sulle amministrazioni locali del 1973, fra il Central Scotland e le regioni del Tayside:
- Il West Perthshire (l'area ad ovest e a sud di Killin, comprese Callander, Crianlarich e Aberfoyle, fu compreso nel distretto di Stirling nella Regione Centrale.
- Le parrocchie di Muckhart e Glendevon entrarono a far parte del Governo del Consiglio del distretto di Clackmannan, cioè in quello della Regione Centrale.
- Longforgan venne ricompresa nel distretto della città di Dundee, Consiglio regionale del Tayside.
- La parte rimanente fu unita al consiglio di Kinross ed alla parrocchia di Kettins (Angus) per formare il Consiglio del distretto di Perth e Kinross nel Tayside.

Il sistema a "doppia conduzione" introdotto nel 1975 venne superato nel 1996 da un sistema a "conduzione unica".
Il territorio del precedente consiglio è ora suddiviso tra le aree di governo locale del Clackmannanshire, Perth e Kinross e Stirling.
La zona inclusa nel Dundee nel 1975 passò sotto il Perth e Kinross.

### Confini
Prima degli anni 1890 i confini del Perthshire erano irregolari: le parrocchie di Culross e Tulliallan formavano un'exclave a qualche miglia di distanza dal resto della contea, sui confini del 
Clackmannanshire e Fife, mentre la parte settentrionale della parrocchia di Logie un'exclave dello Stirlingshire nella contea.
Seguendo le raccomandazioni della Commissione del consiglio per i confini, istituita con la legge del governo locale scozzese del 1889, Culross e Tulliallan furono trasferiti al Fife e l'intera parrocchia di Logie venne inclusa nello Stirlingshire.

### Burgh
Dagli anni 1890 la contea comprendeva i seguenti burgh, che si trovavano in gran parte al di fuori della giurisdizione del Consiglio di contea:
- Royal Burgh of Perth (definito poi come city)
- Burgh of Auchterarder (format nel 1894: rinominato come royal burgh nel 1951)
- Burgh of Aberfeldy (police burgh dal 1887)
- Burgh of Abernethy (burgh of barony dal 1458/9, police burgh dal 1877)
- Burgh of Alyth (police burgh 1834)
- Burgh of Blairgowrie (burgh of barony 1634, police burgh 1833)
- Burgh of Rattray (police burgh 1873)
- Burgh of Callander (police burgh 1866)
- Burgh of Coupar Angus (burgh of barony 1607, police burgh 1852)
- Burgh of Crieff (burgh of barony 1674, burgh of regality 1687, police burgh 1864)
- Burgh of Doune (burgh of barony 1611, police burgh 1890)
- Burgh of Dunblane (burgh of regality del vescovo di Dunblane 1442, police burgh 1870)

La legge scozzese del 1929 sul governo locale suddivise, a partire dal 1930, i burgh in due classi: i large burghs (grossi burgh), che ottenevano poteri ulteriori dal Consiglio di contea, ed i small burghs, che persero gran parte della loro autonomia.
Dei dodici burgh del Perthshire, solo Perth divenne un large burgh. Vi erano dieci small burgh: essendo Blairgowrie e Rattray stati uniti in un unico burgh. Nel 1947 Pitlochry divenne uno small burgh.

### Parrocchie civili
Nel 1894 furono istituiti consigli parrocchiali per le parrocchie civili, sostituenti i precedenti consigli di parrocchia; a loro volta essi vennero sostituiti dai consigli distrettuali nel 1930.
Seguendo la variazioni dei confini determinate dalla legge del governo locale scozzese del 1889, la contea conteneva le seguenti parrocchie civili:
- Aberdaugie
- Aberfeldy
- Aberfoyle
- Abernethy
- Abernyte
- Alyth
- Ardoch
- Arngask
- Auchterarder
- Auchtergaven Moneydie
- Balquhidder
- Bankfoot
- Bendochy
- Blackford
- Blair Atholl
- Blairgowrie and Rattray
- Blairmacgregor
- Callander
- Caputh
- Cargill
- Clunie

- Collace
- Comrie
- Coupar Angus
- Crieff
- Dowally
- Dron
- Dull
- Dunbarney
- Dunblane e Lecropt
- Dunkeld e Dowally
- Dunning
- Errol
- Findo Gask
- Forgandenny
- Forteviot
- Fortingall
- Foss o Fossoway o Crook of Devon
- Fowlis Easter
- Fowlis Wester
- Glendevon
- Glen Shee

- Inchture
- Innerwick
- Killin
- Kilmadock
- Kilspindie
- Kinclaven
- Kinfauns Kinfauns Castle
- Kinloch
- Kinnaird, Gowrie
- Kinnoull
- Kirkmichael
- Lethendy
- Little Dunkeld
- Logiealmond
- Logierait
- Longforgan
- Madderty
- Meigle
- Methven
- Moneydie e Auchtergaven
- Monzie o Monzievaird and Strowan

- Moulin
- Muckhart
- Muthill
- Persie
- Perth
- Port of Menteith
- Blairgowrie and Rattray
- Redgorton
- Rhynd
- St Madoes
- St Martins
- Scone
- Stanley
- Strathfillian
- Strathloch
- Tenandry
- Tibbermore
- Trinity Gask
- Tullybelton
- Weem

### Distretti
Nel 1930 l'area delle landward dei Consigli locali (la parte all'esterno dei confini del burgh) venne suddivisa in cinque distretti, sostituendo i Consigli parrocchiali istituiti 1894:
- Central District
- Eastern District
- Highland District
- Perth District
- Western District

## Geografia

### Fiumi

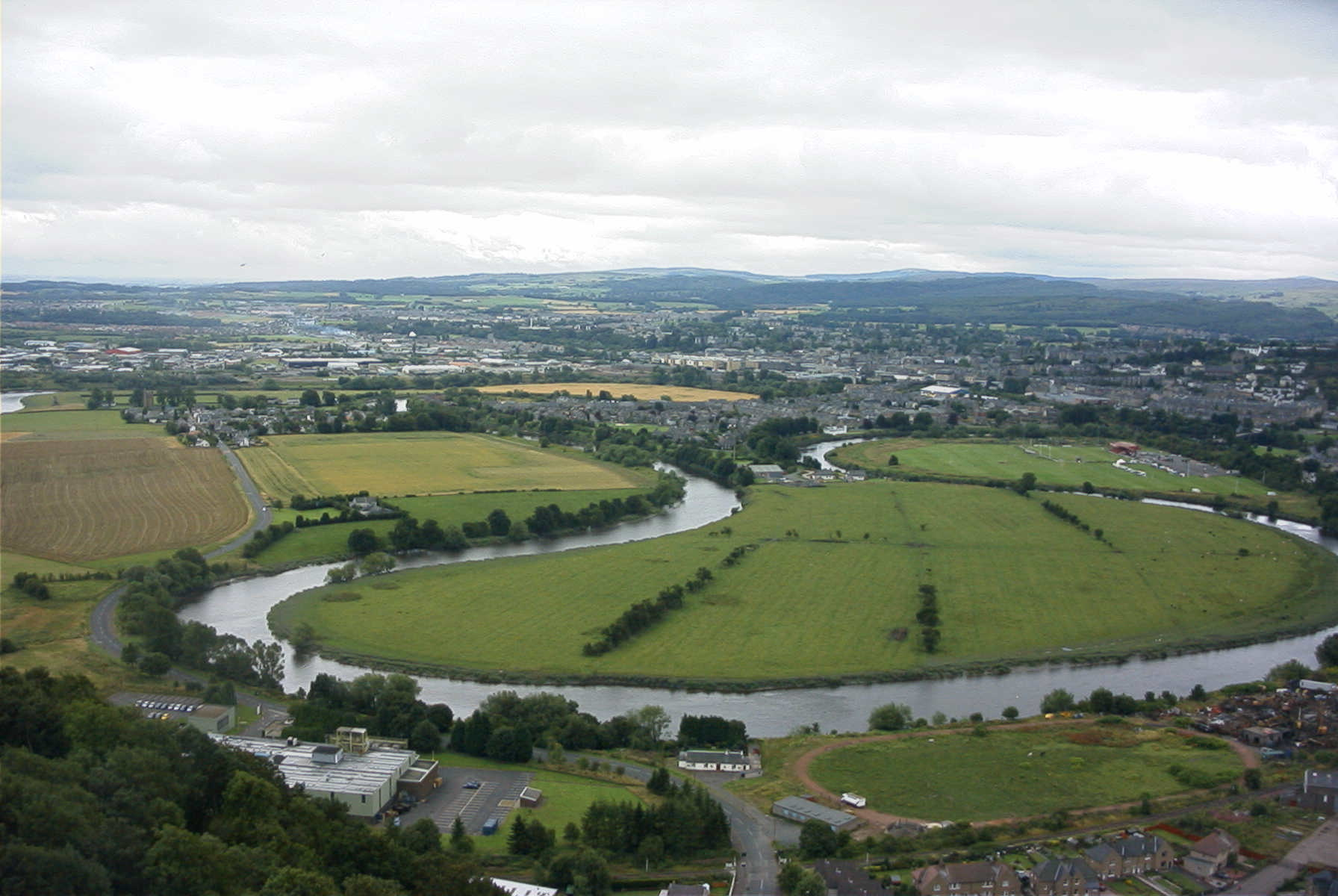
Veduta dei meandri del fiume Forth dal Wallace Monument. Il fiume scorre da destra a sinistra, e il primo limite di navigazione era nel tratto sinistro.

- Ardle
- Earn
- Ericht
- Farg
- Forth
- Garry
- Isla
- Tay
- Teith
- Tummel

### Monti

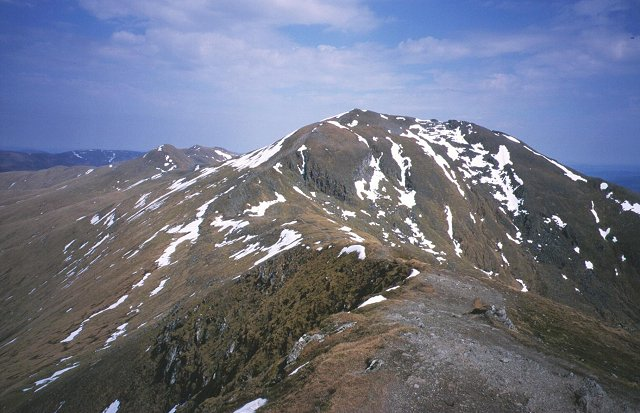
Il monte Ben Lawers

- Ben Lawers
- Schiehallion
- Ben Vorlich
- Ben Mhor
- Beinn a' Ghlò
- Ben Vrackie

### Laghi e bacini
- Cally Loch
- Carsebreck Loch
- Castlehill Reservoir
- Cocksburn Reservoir (in comune con lo Stirlingshire)
- Dowally Loch
- Drumore Loch
- Dubh Lochan
- Dupplin Loch
- Fingask Loch
- Glas Finglas Reservoir
- Glenfarg Reservoir (in comune con il Kinross-shire)
- Glenquey Resrvoir
- Glensherup Reservoir
- Laird's Loch
- Lago di Menteith
- Little Loch Skiach
- Loch Achray
- Loch an Daimh
- Loch an Duin
- Loch Ard
- Loch Beanie
- Loch Benachally
- Loch Bollachan
- Loch Broom
- Loch Chon
- Loch Con
- Loch Crannach
- Loch Creagh
- Loch Curran
- Loch Derculich
- Loch Dhu
- Loch Doine
- Loch Drunkie
- Loch Earn
- Loch Eigeach
- Loch Ericht (in comune con l'Inverness-shire)
- Loch Errochty
- Loch Essan
- Loch Farleyer
- Loch Fender
- Loch Finnart
- Loch Freuchie
- Loch Garry
- Loch Glassie
- Loch Hoil
- Loch Iubhair
- Loch Katrine (in comune con il Dunbartonshire)
- Loch Kennard
- Loch Kinardochy
- Loch Laddon (in comune con l'Argyllshire)
- Loch Laggan
- Loch Lednock Reservoir
- Loch Loch
- Loch Lubnaig
- Loch Lyon
- Loch Macanrie
- Loch Maragan
- Loch Mhairc
- Loch Monaghan
- Loch Monzievaird
- Loch na Bà
- Loch na Brae
- Loch nan Eun
- Loch of Belloch
- Loch of Butterstone
- Loch of Clunie
- Loch of Craiglush
- Loch of Drumellie
- Loch of Lowes
- Loch Ordie
- Loch Oss
- Loch Rannoch
- Loch Rusky
- Loch Scoly
- Loch Skiach
- Loch Tay
- Loch Tilt
- Loch Tinker
- Loch Tummel
- Loch Turret Reservoir
- Loch Valigan
- Loch Venachar
- Loch Voil
- Loch Watston
- Lochan a' Chait
- Lochan a' Mhàidseir
- Loch Balloch
- Lochan Caol Fada
- Lochan Coire na Mèinne
- Lochan Creag a' Mhadaidh
- Lochan Ghiubhais
- Lochan Lairig Laoigh
- Lochan Lòin nan Donnlaich
- Lochan Mhàim nan Carn
- Lochan Mon' an Fhiadhain
- Lochan na Beinne
- Lochan na Làirige
- Lochan nam Breac
- Lohan nan Cat
- Lochan Oisinneach
- Lochan Oisinneach Mòr
- Lochan Ruighe nan-Sligean
- Lochan Spling
- Lochan Sròn Smeur
- Lochan Uaine
- Lossburn Reservoir
- Lower Glendevon Reservoir
- Lower Rhynd
- Methven Loch
- Mill Dam
- Monk Myre
- Pitcairnie Loch
- Pitcarmick Loch
- Pond of Drummond
- Rae Loch
- Redmyre Loch
- Rotmell Loch
- Seamaw Loch
- Stronuich Reservoir
- Stormont Loch
- Upper Glendevon Reservoir (in comune con il Clackmannanshire)
- Upper Rhynd
- Waltersmuir Reservoir
- White Loch
- White Moss Loch

### Città e villaggi

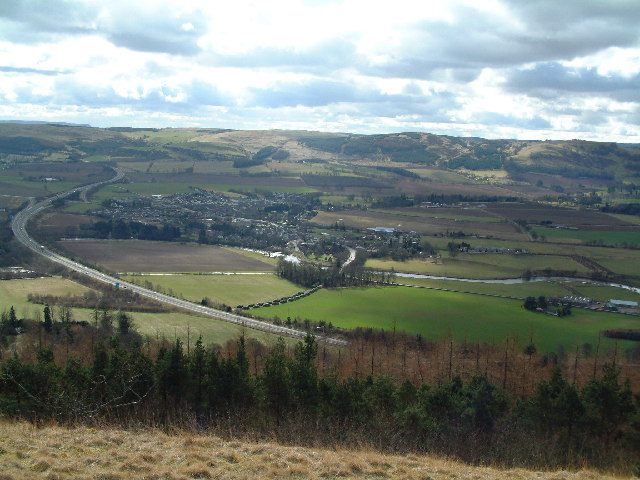
Bridge of Earn da Moncreiffe Hill

Il Perthshire comprende le città di Perth e le seguenti alter città e villaggi (vedi anche l'elenco delle Parrocchie civili):
- Bridge of Earn
- Bankfoot
- Crianlarich
- Dunkeld e Birnam
- Kenmore
- Kinloch Rannoch
- Luncarty
- Pitlochry
- Strathtay

## Monumenti e luoghi celebri
- Ashintully Castle

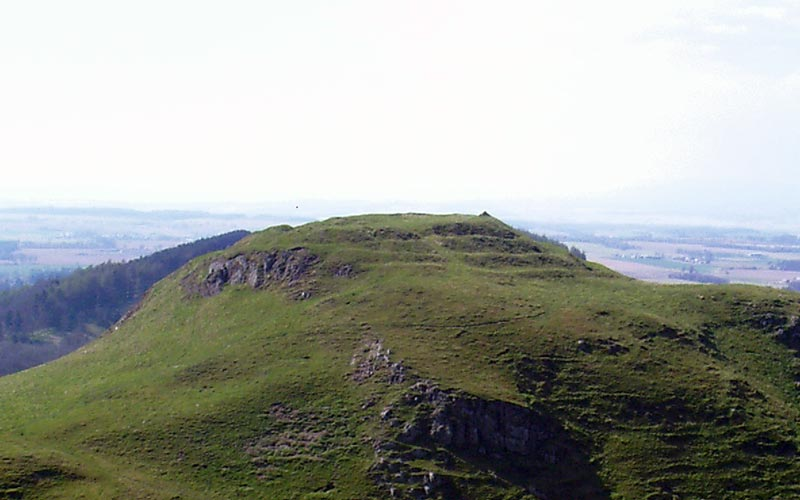
Le colline di Dunsinane viste da Black Hill

- Birnam Wood e Colline di Dunsinane, famosi grazie al Macbeth di Shakespeare
- Castello di Blair
- Cateran Trail
- Dirnanean House
- Castello Drummond
- Dunkeld Cathedral
- Edradour Distillery
- Gleneagles Hotel
- The Hermitage
- Kindrogan House
- Scone Palace